# Palais de Nad al Sheba
Nad Al Sheba est un palais situé à Dubaï aux Émirats arabes unis et qui est la résidence de Hamdane ben Mohammed Al Maktoum, prince héritier de Dubaï.
Le palais se situe dans le quartier de Nad al Sheba qui est connu pour son hippodrome (hippodrome de Meydan) où se déroule la Coupe du Monde de Dubaï, d'une longueur de 1,6 kilomètre et pouvant accueillir près de 60 000 spectateurs.